# José Perdomo
Pour les articles homonymes, voir Batlle, Perdomo et Teixeira.
José Batlle Perdomo Teixeira (né le 5 janvier 1965 à Salto en Uruguay) est un footballeur international uruguayen. Il évolue au poste de milieu de terrain, avant de devenir ensuite entraîneur.

## Biographie

### En club
Avec le CA Peñarol, il remporte trois championnats d'Uruguay et une Copa Libertadores.

### En équipe nationale
Avec l'équipe d'Uruguay, il joue 28 matchs (pour 3 buts inscrits) entre 1987 et 1990. 
Il figure dans le groupe des sélectionnés lors de la Coupe du monde de 1990 organisée en Italie. Lors du mondial, il joue quatre matchs : contre l'Espagne, la Belgique, la Corée du Sud et enfin contre le pays organisateur.
Il participe également aux Copa América de 1987 et de 1989. La sélection uruguayenne remporte la compétition en 1987.
Il dispute enfin la Coupe du monde des moins de 20 ans 1983 qui se déroule au Mexique.

## Palmarès
José Perdomo remporte avec le CA Peñarol la 1987 en 1987 et est finaliste de la Coupe intercontinentale la même année. Il gagne à trois reprises le championnat d'Uruguay en 1985, 1986 et 1993 ainsi que quatre Copa Artigas en 1984, 1985, 1986 et 1988.
Avec l'Uruguay, il remporte la Copa América en 1987 et est finaliste de la compétition en 1989.